# Olivová hora
Olivová hora nebo Olivový vrch, případně Olivetská hora (hebrejsky הַר הַזֵּיתִים‎ Har ha-Zejtim, arabsky جبل الزيتون‎ Džabal az-Zajtún nebo جبل الطور‎ Džabal at-Túr) je vrch ve východním Jeruzalémě. Je pojmenován podle olivovníků, které na něm dříve hojně rostly. Na jeho západním svahu se nachází 3000 let starý největší židovský hřbitov na světě se 150 000 hroby. Na úpatí vrchu se nachází Getsemanská zahrada, kam podle evangelií chodíval Ježíš Kristus a kde byl zajat večer před svým ukřižováním (Mt 26, 30 (Kral, ČEP) a par.) a ve Skutcích apoštolů je hora popsána jako místo, odkud Ježíš vystoupil na nebesa. Sk 1, 9–12 (Kral, ČEP) Vzhledem k tomu, že je hora spojena s Ježíšem i Marií, je od starověku místem křesťanských bohoslužeb a dnes je hlavním poutním místem katolíků, pravoslavných i protestantů.
Většinu vrcholu hory zabírá At-Tur, bývalá vesnice, která je dnes čtvrtí východního Jeruzaléma.

## Geografie a geologie
Olivová hora je prostředním ze tří vrcholů horského hřebene, který se táhne v délce 3,5 km východně od Starého města přes údolí Kidron, v oblasti zvané Josafatovo údolí. Nejseverněji je vrchol Skopus (826 m n. m.) a na jihu se nachází vrchol Hory zkázy (747 m n. m.). 2Kr 23, 13 (Kral, ČEP) Nejvyšším bodem Olivové hory je At-Tur (818 m n. m.). Hřeben působí jako rozvodí a na jeho východní straně začíná Judská poušť.
Hřeben je tvořen oceánskými sedimentárními horninami z období Svrchní křídy a obsahuje měkkou křídu a tvrdý pazourek.

## Historie
Od biblických dob až do současnosti jsou Židé pohřbíváni na Olivové hoře. Nekropole na jižním hřebeni, kde se nachází moderní vesnice Silvan, byla v době biblických králů pohřebištěm nejvýznamnějších jeruzalémských občanů. V dobách Druhého chrámu se na Olivové hoře konaly náboženské obřady u příležitosti začátku nového měsíce. Během obléhání Jeruzaléma v roce 70 n. l. na hoře tábořili římští vojáci z 10. legie.
Po zničení Druhého Chrámu slavili Židé svátek Sukot na Olivové hoře, kam se vydávali na pouť, protože je o 80 metrů výše než Chrámová hora a nabízí panoramatický výhled na chrámový areál. V době jordánské anexe Západního břehu řeky Jordán v letech 1948–1967, kam patřila i Olivová hora, všichni izraelští občané měli přístup na horu zakázán a část židovského hřbitova byla poničena.

## Náboženský význam

### Starý zákon
Olivová hora je poprvé v Bibli zmíněna v souvislosti s Davidovým útěkem před jeho vzbouřeným synem Abšalomem. 2Sam 15, 30 (Kral, ČEP)
O posvátném charakteru hory se zmiňuje kniha Ezechielova: Pak se Hospodinova sláva, která byla nad středem města, vznesla a stanula nad horou na východ od města. Ez 11, 23 (Kral, ČEP)
Biblické označení Hora zkázy (hebrejsky Har HaMašit), je odvozeno od modloslužby, kterou zde začal provozovat král Šalomoun a stavět oltáře bohům svých moábských a amonitských manželek na jižním vrcholu: na hoře, která je naproti Jeruzalému 1Kr 11, 7 (Kral, ČEP), těsně za hranicemi svatého města. Vrchol byl známý jako místo modloslužby po celé období Prvního chrámu, dokud je judský král Jóšijáš nakonec nezničil: Též posvátná návrší naproti Jeruzalému, jižně od Hory zkázy, jež vybudoval Šalomoun, král izraelský, pro Aštoretu, ohyzdnou modlu Sidóňanů, pro Kemóše, ohyzdnou modlu Moábců, a pro Milkóma, ohavnou modlu Amónovců, král poskvrnil. 2Kr 23, 13 (Kral, ČEP)
Apokalyptické proroctví v knize Zachariáš říká, že Pán bude stát na Olivové hoře a hora se rozdělí na dvě poloviny, přičemž jedna polovina se posune na sever a druhá na jih. Za 14, 4 (Kral, ČEP) Podle masoretského textu budou lidé tímto nově vzniklým údolím utíkat na místo zvané Asal. Za 14, 5 (Kral, ČEP) V Septuagintě (LXX) je však uvedeno, že údolí bude zablokováno, jako se stalo již během zemětřesení za vlády krále Uzijáše. Židovský historik Flavius Josephus ve svých Židovských starožitnostech uvádí, že údolí v oblasti královských zahrad bylo během Uzziášova zemětřesení zaneseno sutí ze sesuvu půdy. Izraelští geologové Wachs a Levitte identifikovali pozůstatek velkého sesuvu půdy na Olivové hoře, který přímo sousedí s touto oblastí. Na základě geografických a jazykových důkazů Charles Simon Clermont-Ganneau, jazykovědec a archeolog působící v Palestině v 19. století, vyslovil teorii, že údolí přímo sousedící s tímto sesuvem je Asal. Tyto důkazy odpovídají veršům proroctví Zachariáše 14,5 v Septuagintě, která uvádí, že údolí bude zablokováno až k Asalu. Jím identifikované údolí (které je dnes známo jako Wady Yasul v arabštině a Nahal Etzel v hebrejštině) leží jižně od Jeruzaléma i Olivové hory. Podle tohoto proroctví si všichni Židé přejí být pohřbeni na svahu Olivové hory, kde se nachází i hrobka proroka Zachariáše a Abšaloma.
Na horním svahu se nachází tradiční hrobka proroků Ageuse, Zachariáše a Malachiáše.

## Židovský hřbitov na Olivové hoře
Olivová hora zastává důležité místo v židovské eschatologii, neboť podle některých tezí právě od ní má přijít mesiáš a vzkřísit mrtvé cestou do Jeruzaléma. To je důvod, proč se od středověku nechávali zbožní židé pohřbívat na západním svahu hory, přímo naproti Chrámové hoře. V horní části hřbitova je skupina hrobek, kam tradice klade uložení ostatků proroků Agea, Zachariáše a Malachiáše, kteří žili v 6. a 5. stol. př. n. l. Na severovýchodním úpatí hory se rozkládá Národní park Emek Curim.
Na hoře bylo v minulosti prováděno rituální porážení a zpopelňování „červené krávy“ (hebrejsky פָּרָה אֲדֻמָּה para aduma), jejíž popel sloužil k obřadnímu očišťování před vstupem do Chrámu. Popel byl poté uložen na několika místech, z nichž jedno bylo právě na Olivové hoře.

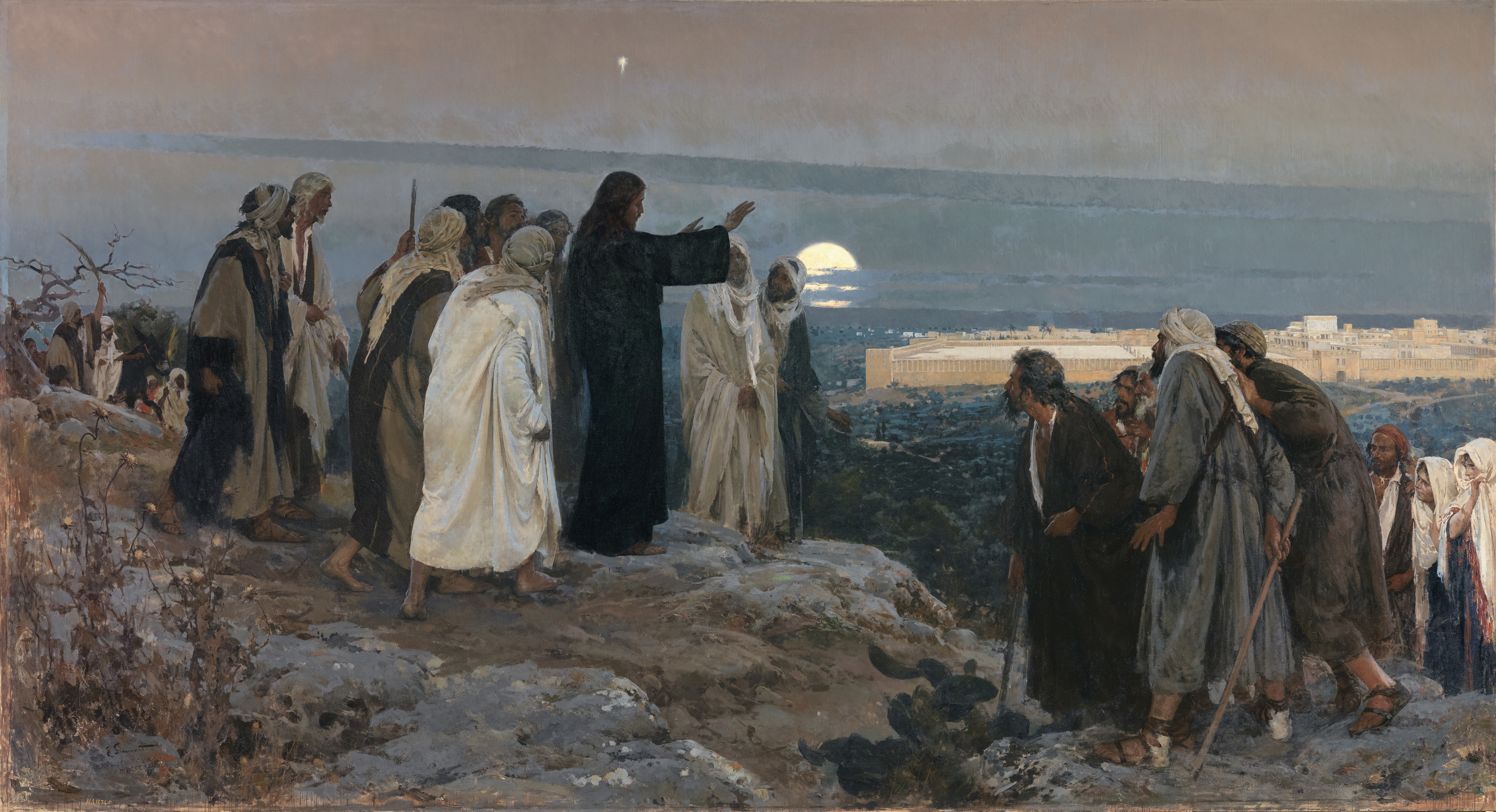
Flevit super illam (dal se nad ním do pláče, Enrique Simonet, 1892

### Nový zákon
Olivová hora je často zmiňována v Novém zákoně jako součást cesty z Jeruzaléma do Betánie a jako místo, kde Ježíš stál, když plakal nad Jeruzalémem (událost známá jako Flevit super illam v latině).
Ježíš trávil čas na hoře, kde učil a prorokoval svým učedníkům (Matouš 24–25), včetně Olivetské promluvy, a na konci každého dne se tam ubíral k odpočinku Lk 21, 37 (Kral, ČEP) J 8, 1 (Kral, ČEP) a také tam přišel v noci, kdy byl zrazen. Mt 26, 39 (Kral, ČEP)
Na úpatí Olivové hory se rozkládá Getsemanská zahrada, v níž je ještě dochováno osm starých olivovníků. Vedle Getseman se nachází hrobka Bohorodice. Olivová hora byla místem odpočinku, kam se Pán Ježíš s apoštoly chodil modlit a zpívat hymny. Mt 26, 30 (Kral, ČEP) Z Olivové hory Pán Ježíš vystoupil na nebesa. Sk 1, 9–12 (Kral, ČEP)

## Křesťanské poutní stavby
- Kaple Nanebevstoupení Páně – drobná centrální stavba s kupolí, uvnitř odhalen úsek skály s Kristovými šlépějemi (otisky chodidel na místě, ze kterého podle tradice Kristus vystoupil do nebe), v ohradní zdi jsou dochované výběhy kleneb z původního byzantského atria
- Bazilika všech národů (v Getsemanské zahradě), zvaná též Bazilika Agónie podle místa, kde se Kristus potil krví – před hlavním oltářem je obnažený úsek skály, ohrazený ocelovým plotem v podobě trnové koruny, zde se měl Kristus modlit před svým zatčením; moderní trojosá stavba v antikitujícím slohu byla postavena na místě byzantského kostela, přestavěného křižáky na baziliku a pobořeného muslimy; tato novostavba byla financovaná křesťany mnoha národů; projekt z let 1919–1924 navrhl Antonio Barluzzi.
- Hrobka Bohorodice – nachází se vedle Getsemanské zahrady, nad ní je postavený pravoslavný chrám Zesnutí Bohorodice a nachází se v ní velká křesťanská svatyně Jeruzalémská ikona Matky Boží.
- Chrám svaté Máří Magdalény – je ruský pravoslavný chrám, který nechal na západním svahu Olivové hory postavit ruský car Alexandr III. v letech 1885–1888 v upomínku na svoji matku Marii Alexandrovnu. Chrám je postaven z bílého pískovce a je ozdoben sedmi věžemi se zlatými kupolemi.[5] Interiér je vyzdoben předními ruskými umělci doby, mj. Vasilijem Vereščaginem[1].
- Monastýr Nanebevstoupení Páně – nachází se na vrcholu Olivové hory, je to ruský pravoslavný chrám a monastýr charakteristický bílou, 64 m[1] vysokou věží zvonice, která je dominantou vrcholu hory. Byl zbudován v letech 1870–1880 na jednom z míst, kde podle tradice došlo k nanebevstoupení Krista[1].
- Kostel Pater Noster – je římskokatolický kostel, který je součástí karmelitského kláštera. Byl postaven na místě, kde podle tradice Kristus seznámil apoštoly se slovy Otčenáše[1]. Stěny kláštera jsou obloženy deskami  s touto modlitbou ve 100 různých jazycích.
- Kostel Dominus Flevit – naproti zdem Starého města stojí římskokatolický kostel, který je postaven na místě původního byzantského chrámu a podle tradice označuje místo, kde Ježíš plakal nad městem: Když už byl blízko a uzřel město, dal se nad ním do pláče a řekl: „Kdybys poznalo v tento den i ty, co vede k pokoji! Avšak je to skryto tvým očím. Lk 19, 41–42 (Kral, ČEP) Ve středověku bylo místohojně navštěvované poutníky V roce 1518 bylo místo přestavěno na mešitu a následně v letech 1952–1955, poté, co je získali františkáni, vznikla současná stavba italského architekta Antonia Barluzziho. Její tvar má připomínat slzu, jež skanula z Kristovy tváře[1].

### Další významné stavby a místa
- Nemocnice Augusta Victorie – je německá protestantská nemocnice, která stojí rovněž na vrcholu Olivové hory, součástí jejího komplexu je luteránský kostel Nanebevstoupení s daleko viditelnou 50 m vysokou zvonicí.
- Hotel Sedm oblouků – mezinárodní hotel byl otevřen v roce 1964, byl postaven na vrcholu Olivové hory a poskytuje výhled na jeruzalémské Staré město.
- Mujir al-Din – je muslimská hrobka v bezprostřední blízkosti hrobky Bohorodice.
- Centrum Univerzity Brighama Younga (Mormonská univerzita) – se nachází na severním okraji Olivové hory, spolu s pamětní zahradou Orsona Hydea a židovskou osadou Bejt Orot.
- Al-Eizariya – je arabská vesnice na jihovýchodním úpatí Olivové hory a je identifikovaná s biblickou Betánií v Novém zákoně.
- Betfagé – biblická vesnice směrem k vrcholu horu, odkud Ježíš poslal učedníky pro oslátko těsně před svým triumfálním vjezdem do Jeruzaléma. Mt 21, 1 (Kral, ČEP), Mk 11, 1 (Kral, ČEP), Lk 19, 29 (Kral, ČEP). Stojí tam františkánský kostel Betfage.
- Mešita nanebevstoupení - osmiboká křižácká stavba s kupolí z 12. století na místě původní kaple ze 4. století. Dle tradice na jednom z míst kde došlo k Nanebevstoupení Páně. Na konci 12. století ji odkoupil sultán Saladin a dal přestavět na mešitu. V podlaze mešity se nachází údajný otisk Kristova chodidla[1].

## Fotogalerie

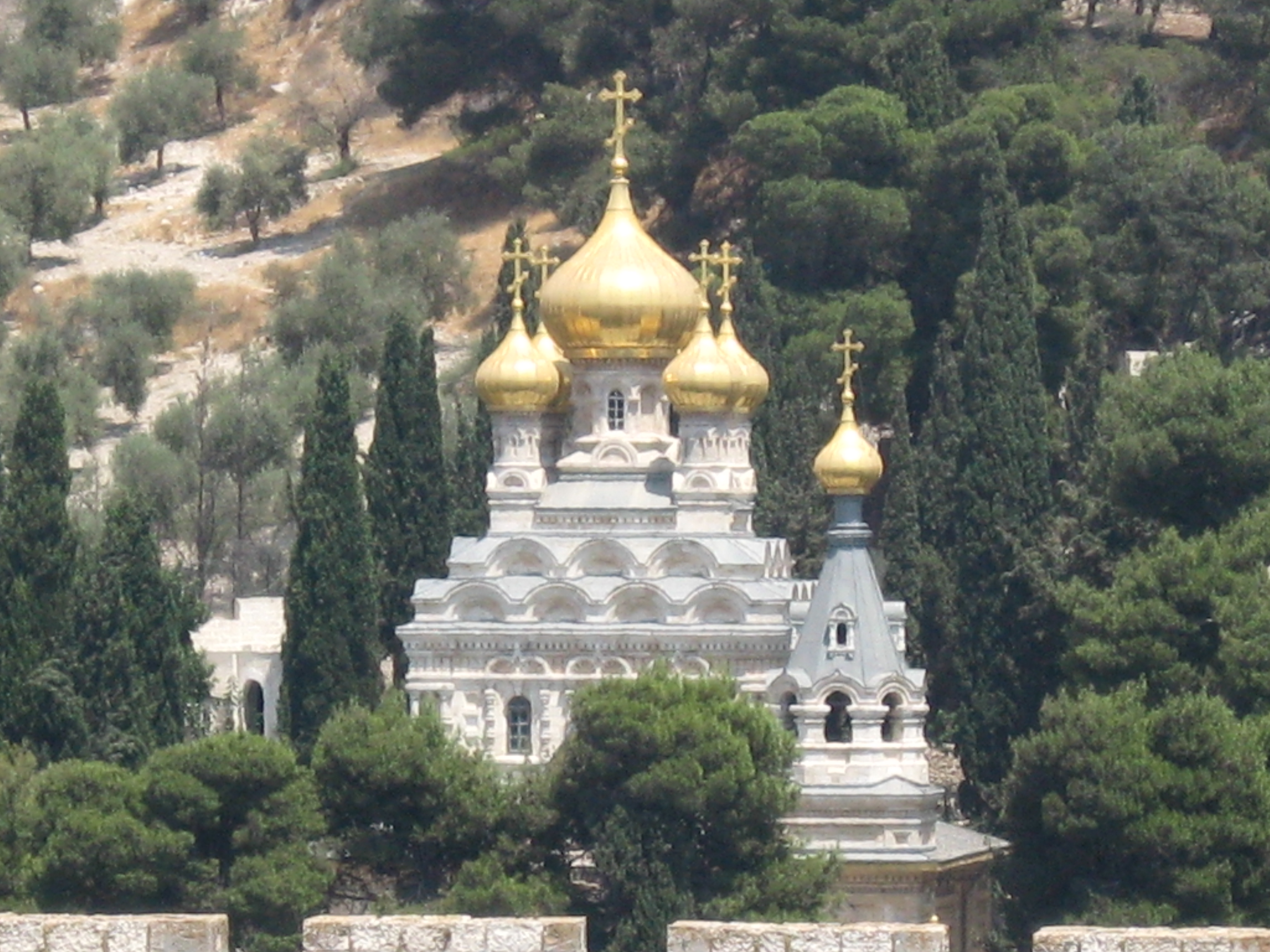
Pravoslavný kostel Marie Magdalény
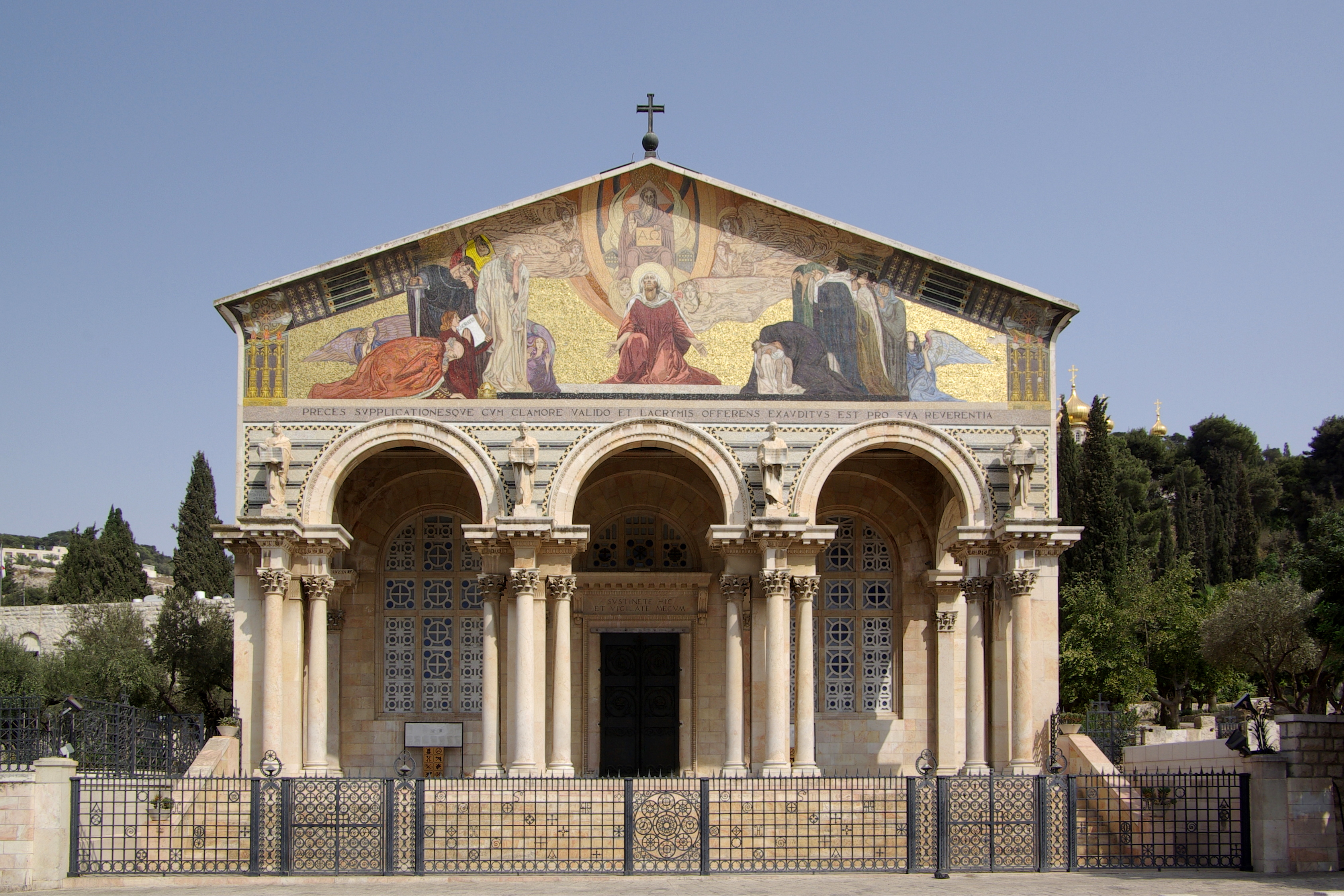
Bazilika národů, Getsemanská zahrada
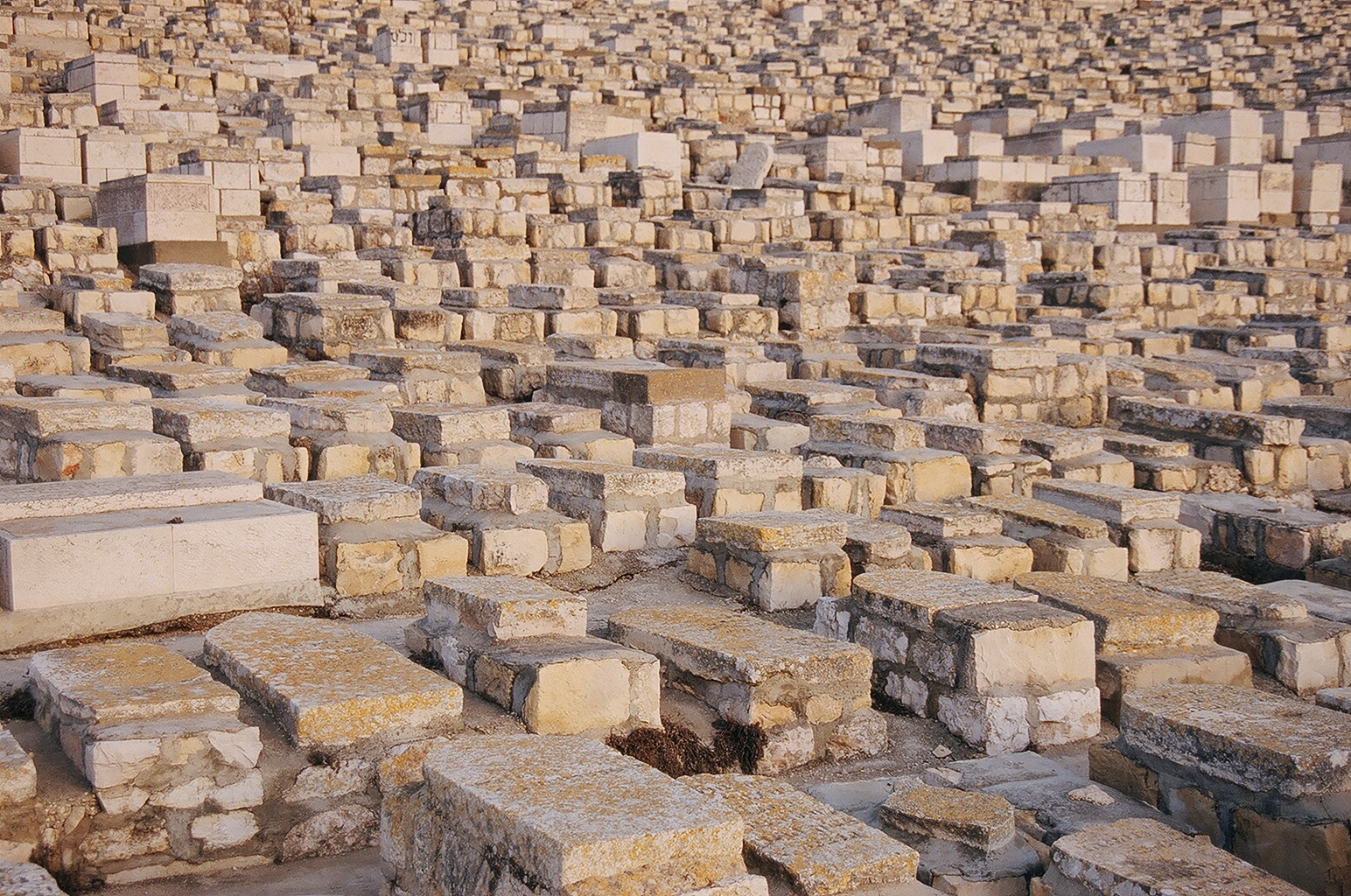
Židovský hřbitov na Olivové hoře
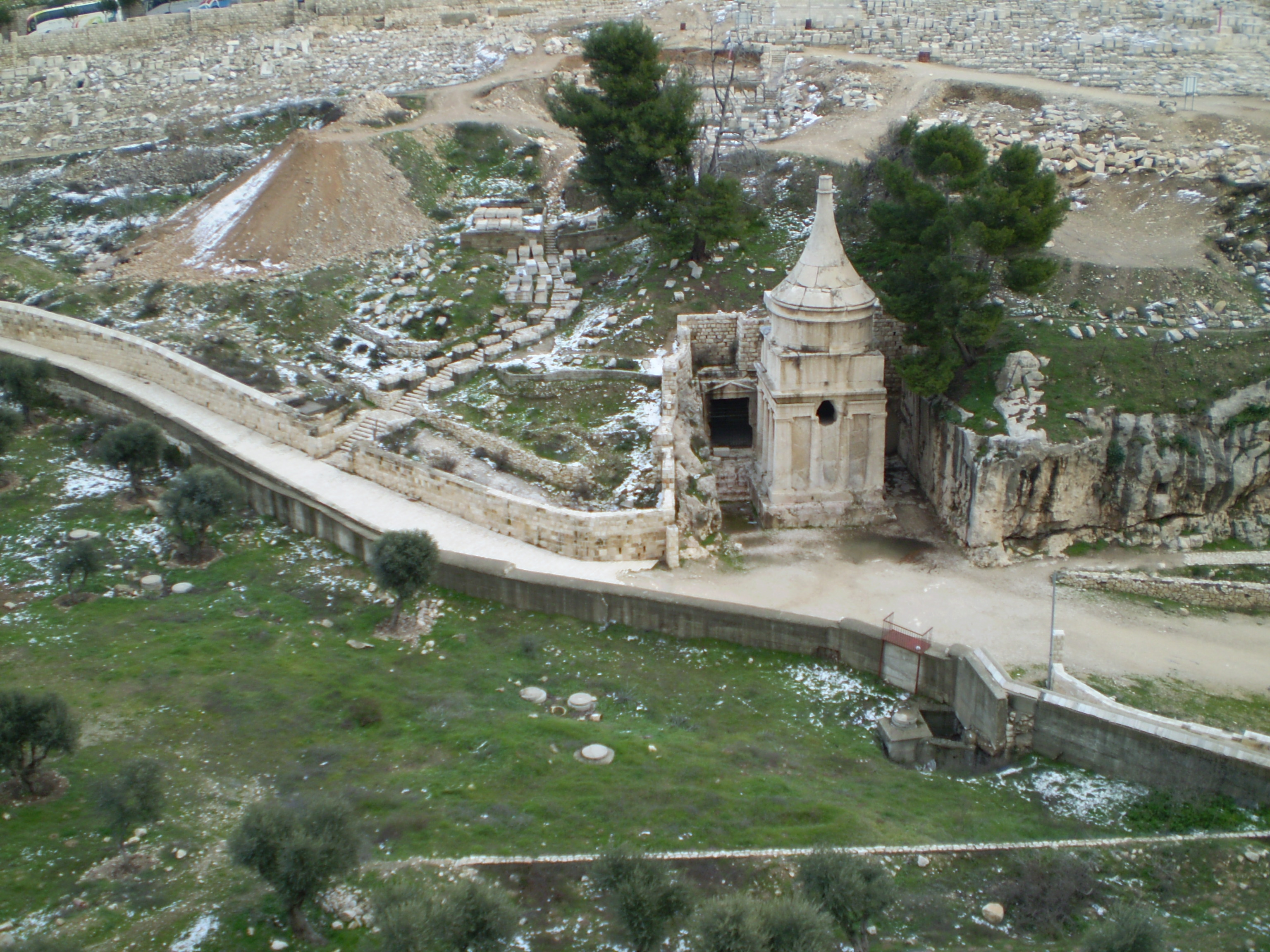
Jeskyně Jóšafata za Jad Avšalom
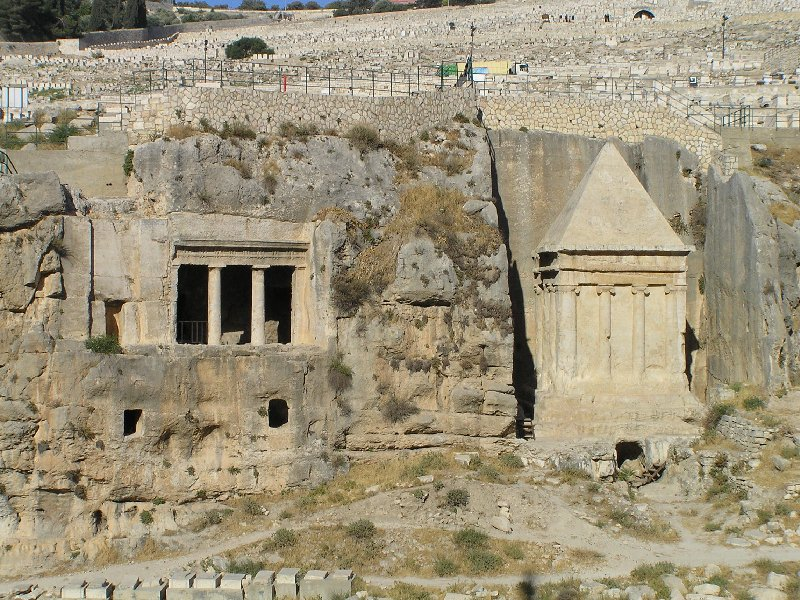
Zacharjášova hrobka a Hrobka kněžského rodu Chezir
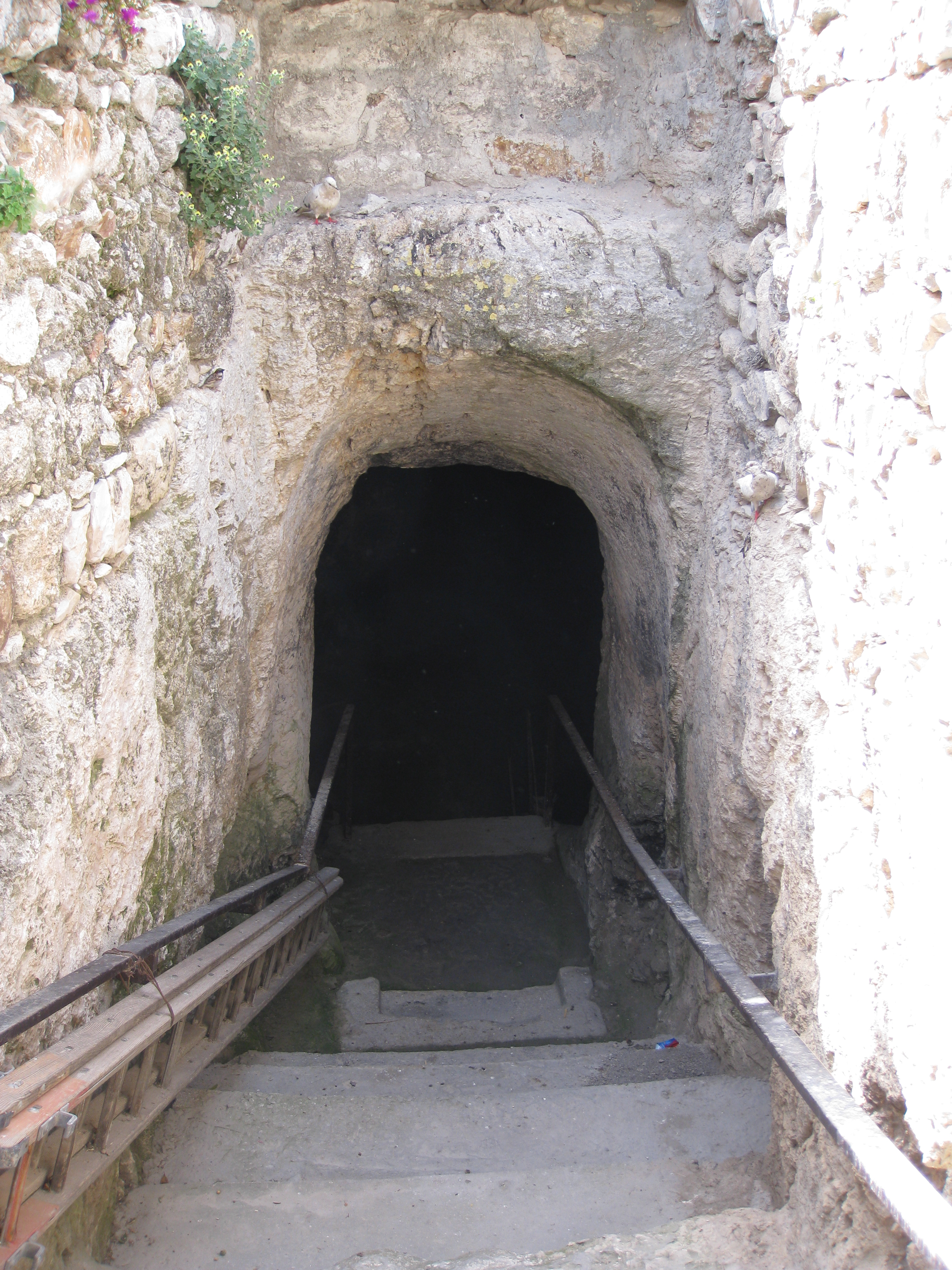
Jeskyně proroků
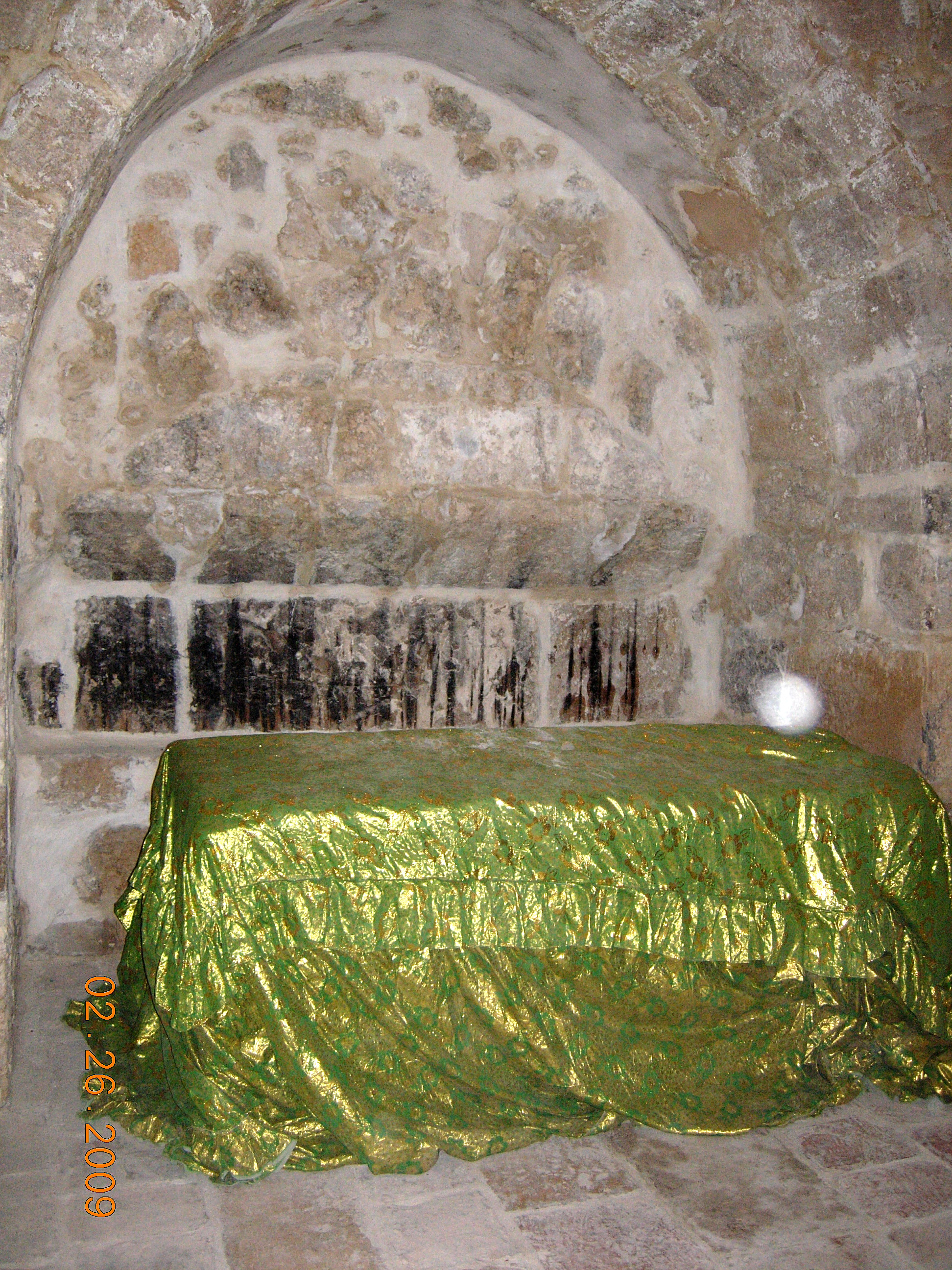
Hrob Chuldy
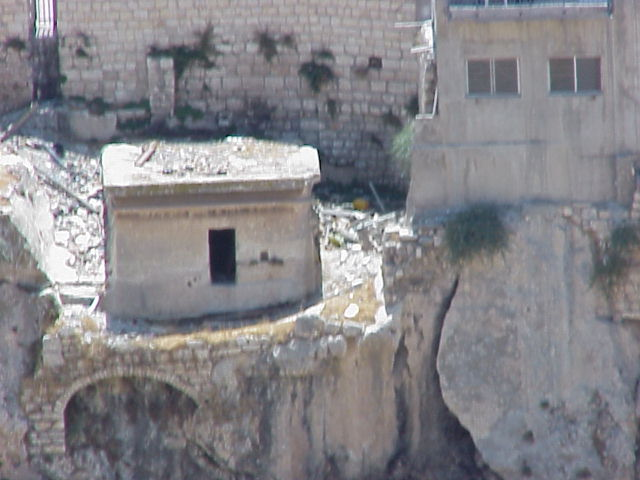
Hrob faraónovy dcery
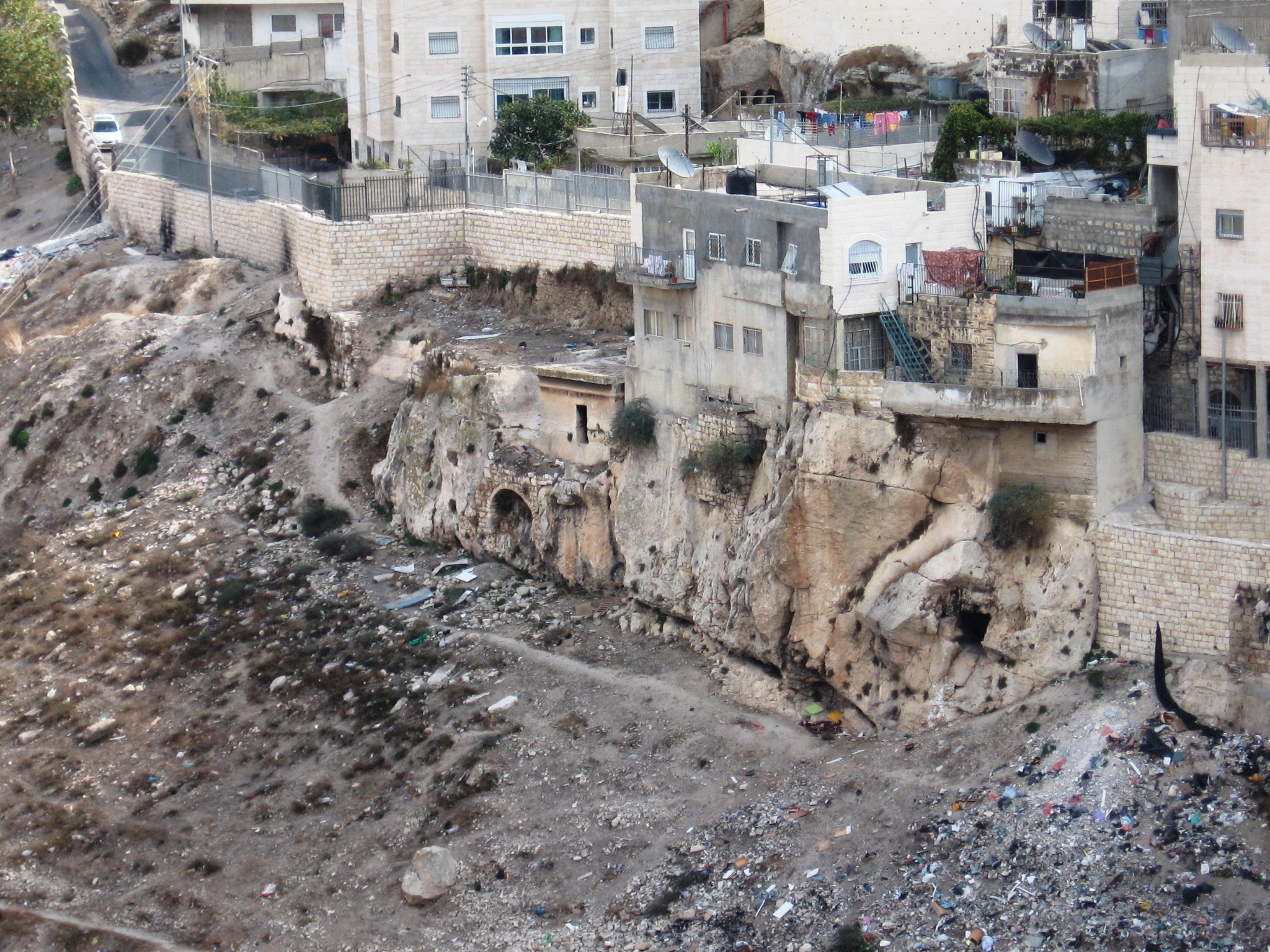
Pohřebiště v údolí Kidron
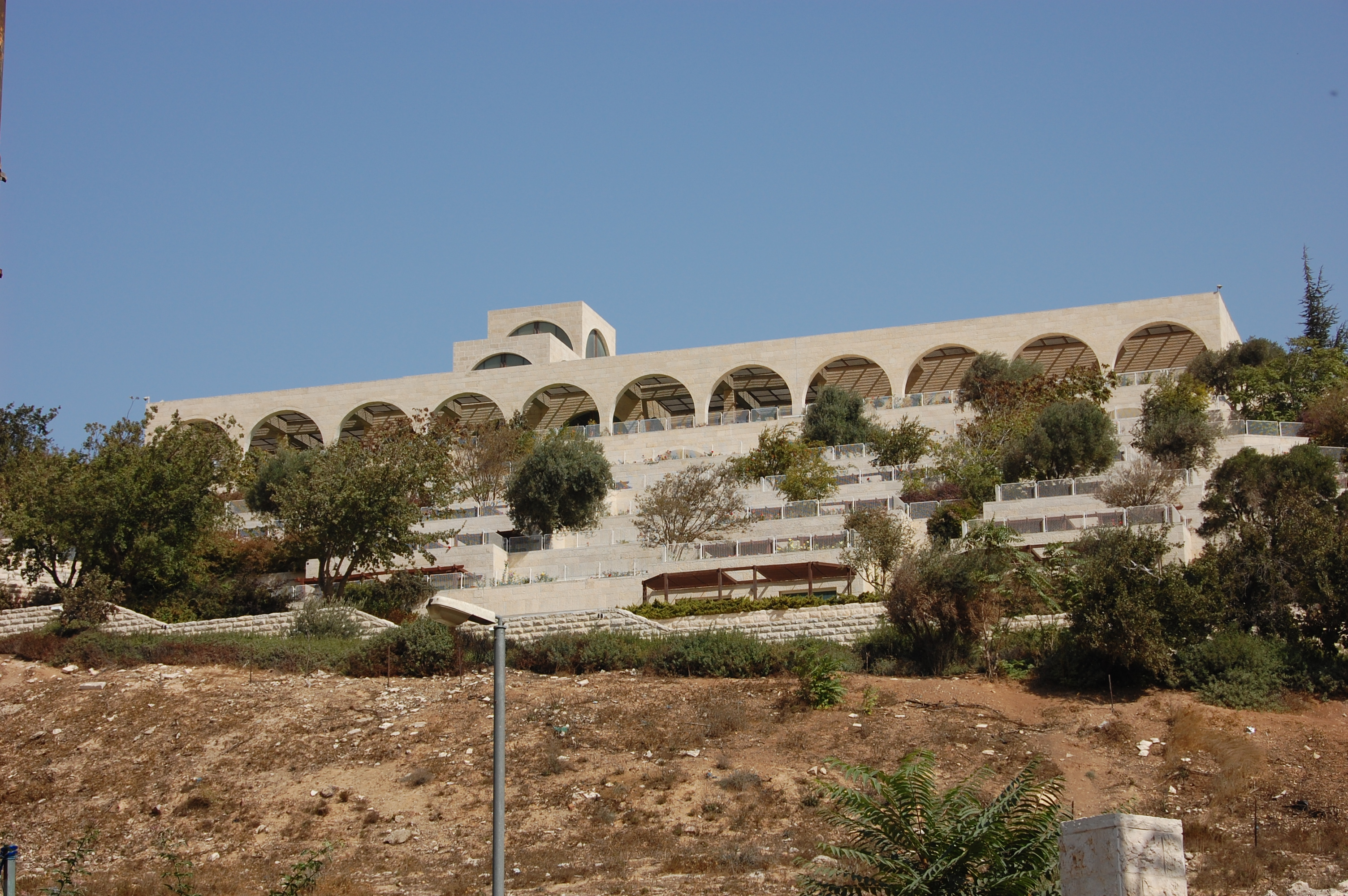
Brigham Young University
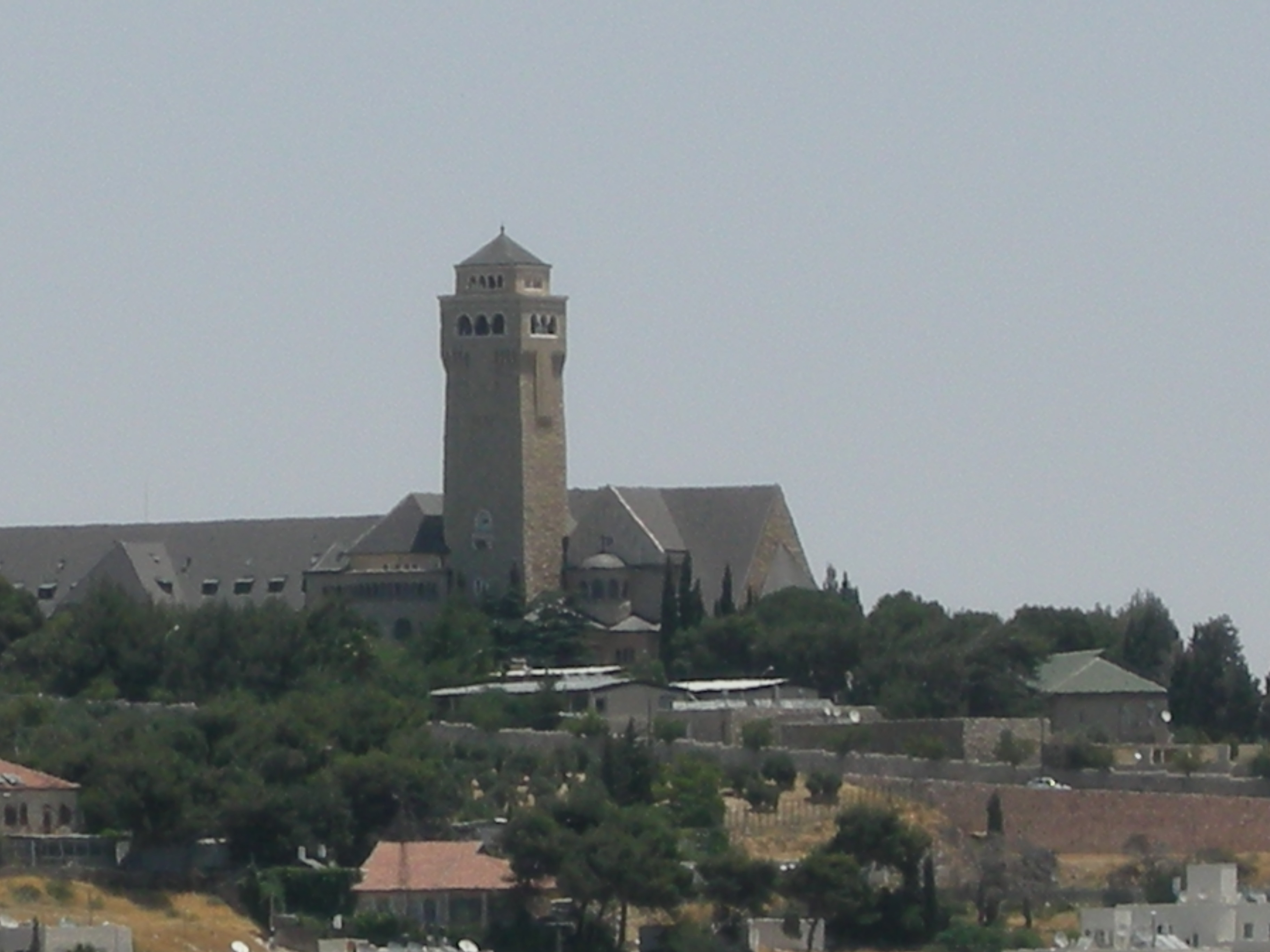
Německá luteránská nemocnice Augusta Victoria
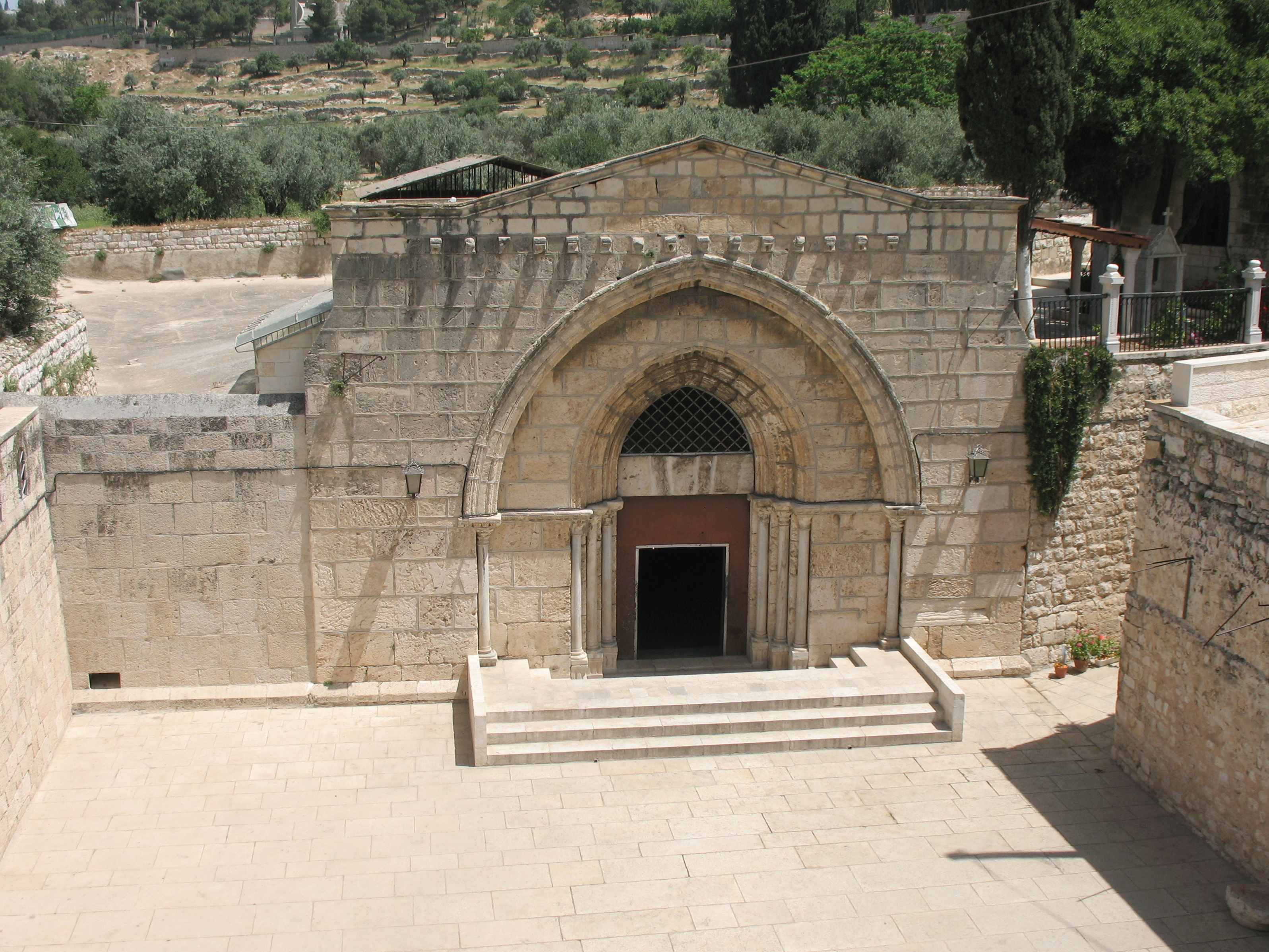
Hrobka Bohorodice, Getsemany.
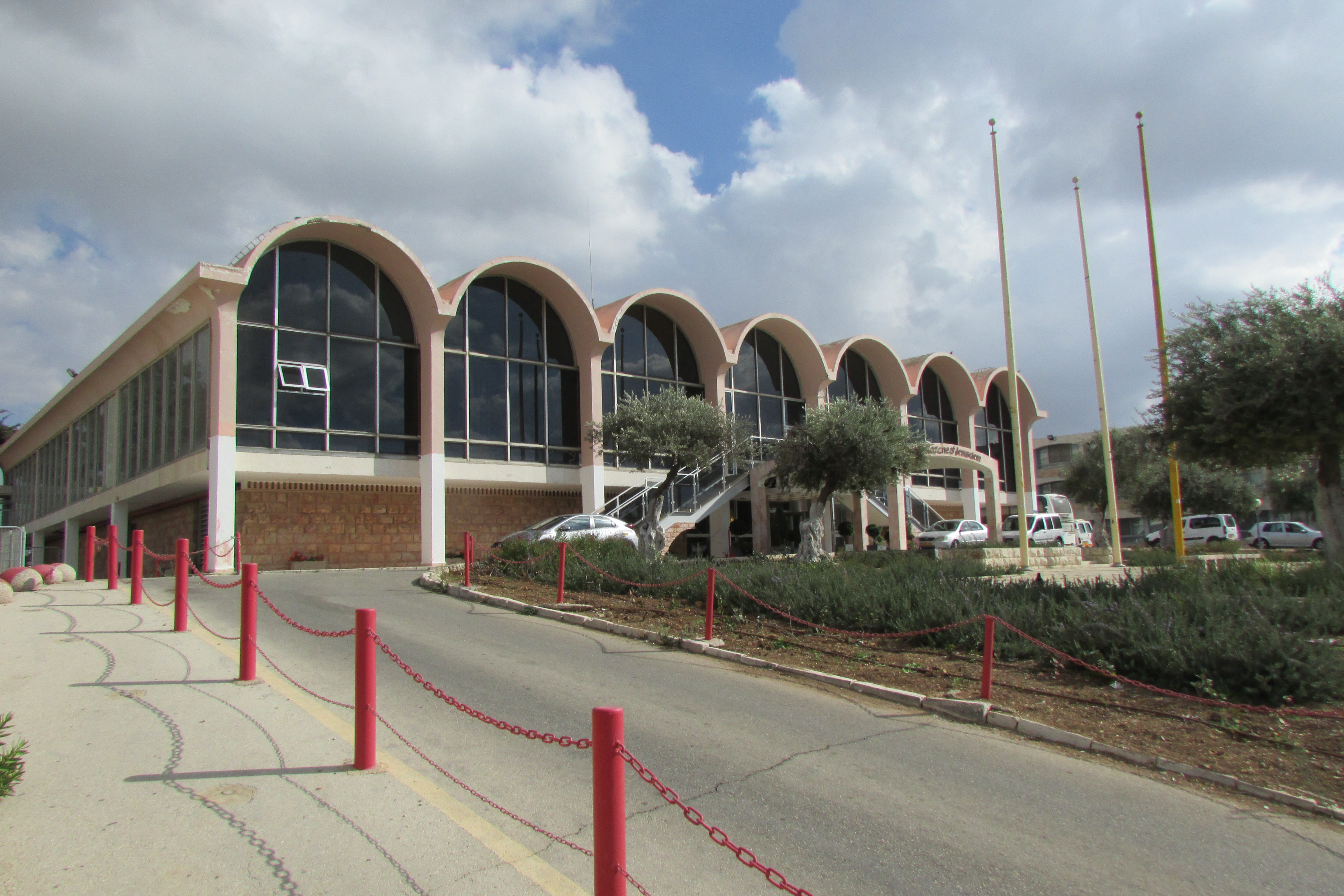
Hotel Sedm oblouků, Jeruzalém
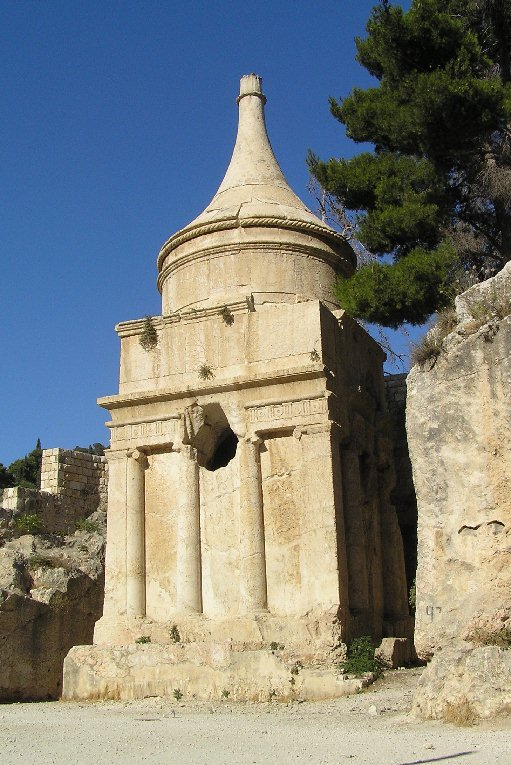
Hrobka Abšaloma
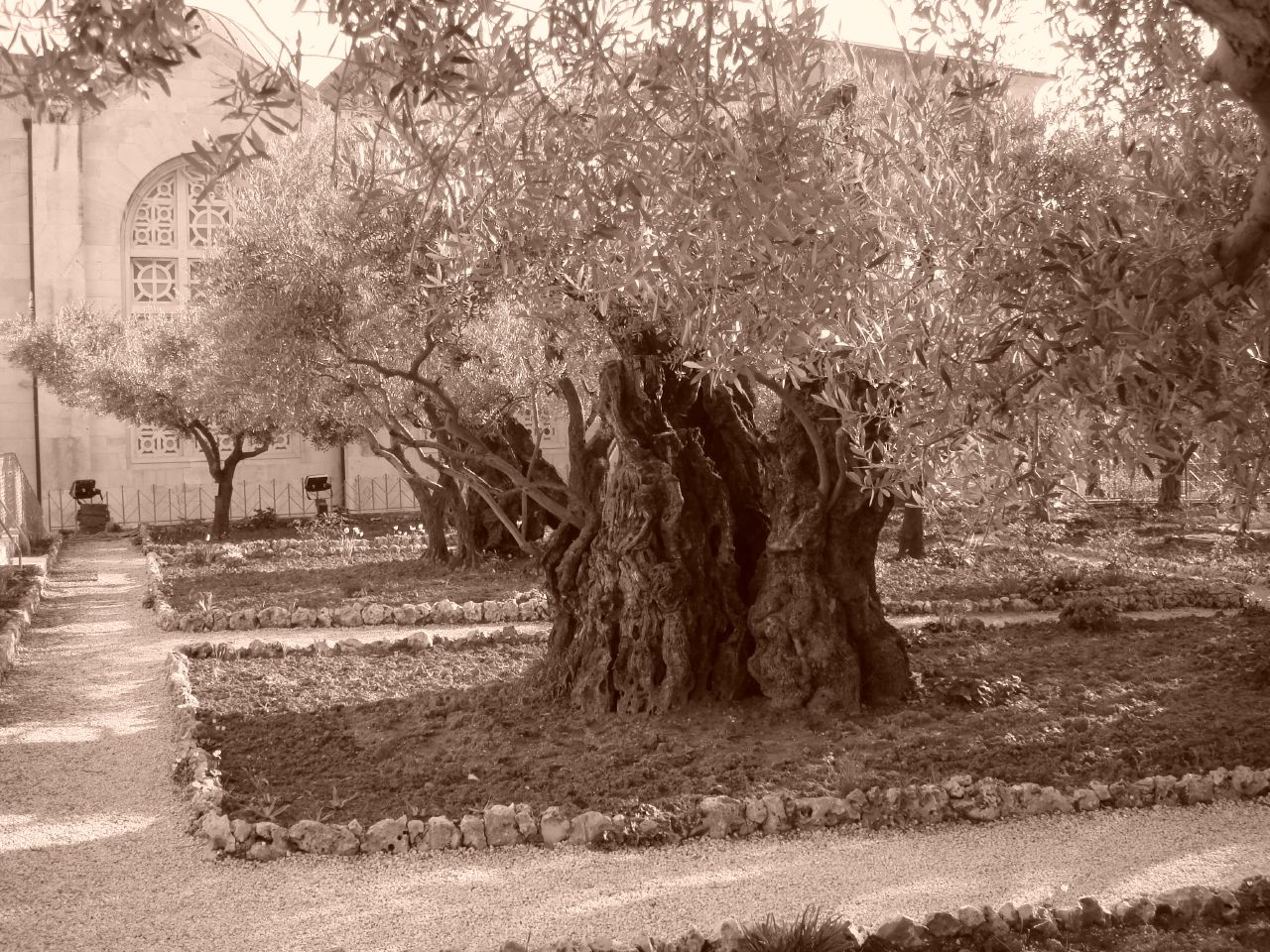
Olivovníky staré 2000 let, Getsemanská zahrada, Jeruzalém.
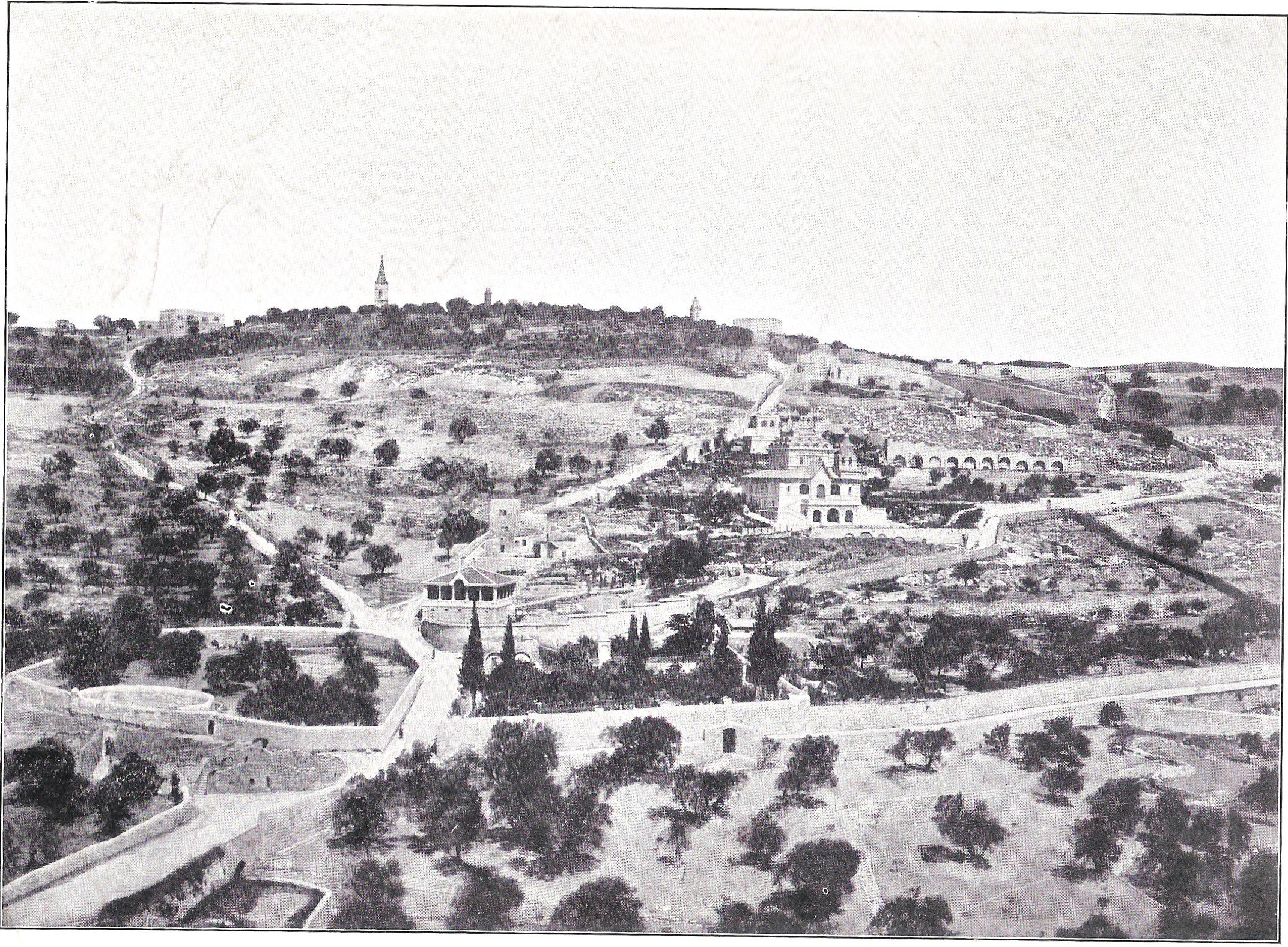
Olivová hora před rokem 1899, Jeruzalém.